# Кирос, Франсиско
Франсиско Кирос (исп. Francisco Quiróz; 4 июня 1957, Доминиканская Республика — 15 мая 1993) — доминиканский боксёр-профессионал, выступавший в первой наилегчайшей весовой категории. Был чемпионом мира по версии ВБА (WBA) с 19 мая 1984 по 29 марта 1985. Был убит в результате драки в ночном клубе 15 мая 1993.